# 리투아니아의 공휴일
리투아니아의 공휴일은 다음과 같다.
| 날짜                  | 공휴일 이름                      | 비 고                              |
| --------------------- | -------------------------------- | ---------------------------------- |
| 1월 1일               | 새해 첫날                        |                                    |
| 2월 16일              | 리투아니아 독립기념일            | 1918년 리투아니아 독립.            |
| 3월 11일              | 리투아니아 국가 재건 법률 제정일 | 1990년 소비에트 연방으로부터 독립. |
| 3 ~ 4월 중(이동)      | 부활절                           |                                    |
| 3 ~ 4월 중(이동)      | 이스터 먼데이                    | 부활절 다음날                      |
| 5월 1일               | 노동절                           |                                    |
| 5월 첫째 일요일       | 어머니날                         |                                    |
| 6월 첫째 일요일       | 아버지날                         |                                    |
| 6월 24일              | 세례자 요한 대축일               |                                    |
| 7월 6일               | 독립기념일                       |                                    |
| 8월 15일              | 성모 승천 대축일                 |                                    |
| 11월 1일              | 모든 성인 대축일                 |                                    |
| 11월 2일              | 위령의 날                        |                                    |
| 12월 24일             | 크리스마스 이브                  |                                    |
| 12월 25일 ~ 12월 26일 | 크리스마스 연휴                  |                                    |